# Kỳ ảo đen tối
Kỳ ảo u tối hay Kỳ ảo đen tối (tiếng Anh: dark fantasy) là một thể loại con của thể loại kỳ ảo xuất hiện trong văn chương, nghệ thuật, và các tác phẩm hình ảnh có yếu tố đen tối và đáng sợ trong tưởng tượng. Thể loại này là sự kết hợp giữa thể loại kỳ ảo và thể loại kinh dị với chủ đề tăm tối hơn, giai điệu đáng sợ hơn.
Kỳ ảo u tối không có một định nghĩa thật sự. Gertrude Barrows Bennett bị gọi là "người phụ nữ sáng tạo ra dark fantasy". Charles L. Grant và Karl Edward Wagner được thưởng vì đặt ra được định nghĩa cho "dark fantasy"—mặc dù định nghĩa của hai tác giả có khác nhau về phong cách. Brian Stableford bình luận rằng "dark fantasy" có thể được định nghĩa là một thể loại con của một câu chuyện muốn "thể hiện những yếu tố có trong kinh dị viễn tưởng" trở thành một thể loại tiêu chuẩn của chuyện kỳ ảo. Stableford cũng có ý kiến là thể loại kinh dị siêu nhiên được xảy ra trong thế giới thực là một hình thức của "Giả tưởng đương đại", khi yếu tố kinh dị siêu nhiên hoàn toàn xảy ra ở "vũ trụ viễn tưởng" được định nghĩa là "dark fantasy".
Thêm vào đó, một số tác giả, nhà phê bình, và nhà xuất bản đã thích nghi với thể loại kỳ ảo u tối để viết, đánh giá, và xuất bản tác phẩm. Tuy nhiên, những câu chuyện này hiếm khi chia sẻ những điểm tương đồng phổ biến ngoài những sự kiện siêu nhiên và những giai điệu đen tối đáng để nghiền ngẫm. Kết quả là, kỳ ảo đen tối không thể liên kết tới việc định nghĩa những hàm ý. Kỳ ảo u tối liên quan tới những câu chuyện mang yếu tố kinh dị lẫn kỳ ảo.
Một vài nhà văn dùng "dark fantasy" (hoặc "Gothic fantasy") để thay thế cho từ "kinh dị", bởi vì từ "kinh dị" quá nổi bật và không cuốn hút.